# Sakai Toshiki
Toshiki Sakai (sinh ngày 18 tháng 9 năm 1993) là một cầu thủ bóng đá người Nhật Bản.

## Sự nghiệp câu lạc bộ
Toshiki Sakai đã từng chơi cho Blaublitz Akita.